# 家庭

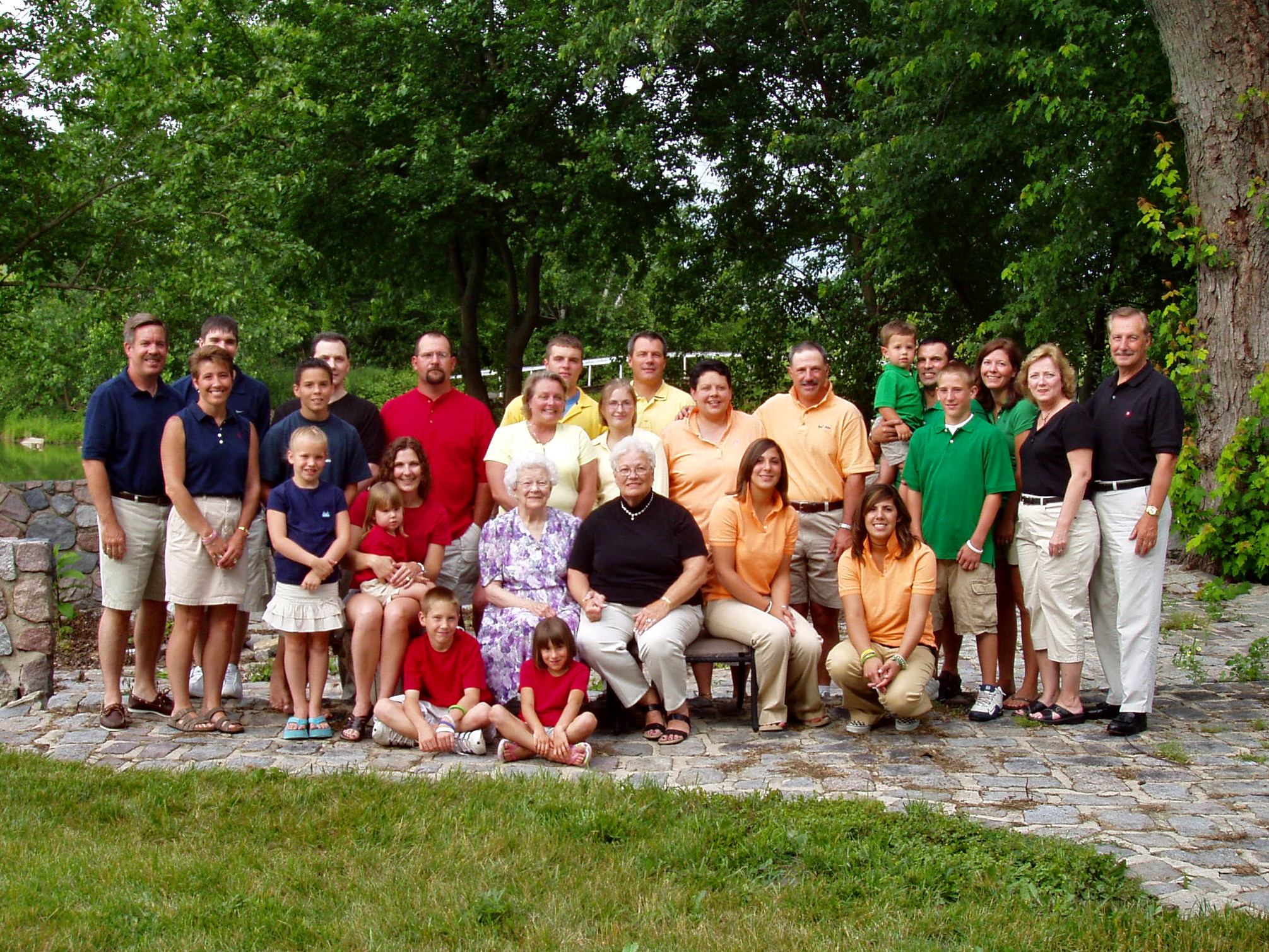
美國的一個家庭的合照

家庭是一種以婚姻、血緣、收養、同居、共同生活等關係為基礎而形成的共同生活單位。由婚姻组成的家庭关系，經由生育孩子、收養不具血緣關係的孩子，产生出以血緣、擬制血親為連帶的家庭成员。
家庭这个词还可以进一步扩展延伸至祖先辈，比如家谱中所列举的人；而横向也涵盖了姻亲关系在内的亲属；当然，也有用于没有亲戚关系的人，如，由同住在一间房屋裡的其他人所构成的。
因共同的生活，常常会把一家与一户混淆，一家组成一户，则会把住所内的房客和寄宿者统计在内。由于血缘，家庭也会与家族混淆，但一个家族可分为好几户。家庭常与婚姻混淆，婚姻既包含關係的建立和终止，也包含相互的义务和承诺，而家庭則包含成員中的經濟社會依存關係。另外值得注意的是，「同性家庭」其實並不會與「異性家庭」有什麼不同，有許多研究也都證實了無論是在異性或同性家庭成長的孩子並未有顯著的差別。
核心家庭通常由雙親，加之其孩子，同居在私人的或单独的房屋。扩大至包含一起住的祖父母、親戚，甚至包括已婚子女以及他们的伴侣和后代的，即所谓大家庭。組成家庭，不只能依仗婚姻之名，不願結婚，還有另外的民事結合選項。法國的 PACS、德國的同性伴侶法、加拿大的 common law，是改變對家庭與婚姻既定印象的起點。
儘管不同社會中的家庭結構可能有所不同，但所有的人類社會都有某種形式的家庭，也就是說，家庭是普世文化通則之一；另外美国人类学家默多克（George P. Murdock）在1949年指出，核心家庭存在於所有的人類社會當中，核心家庭要不就是一個社會中唯一主要的家庭形式，要不就是更大型的家庭當中的基礎單位，在所有的人類社會中，核心家庭都是顯著且具有強大作用的團體。

## 概述

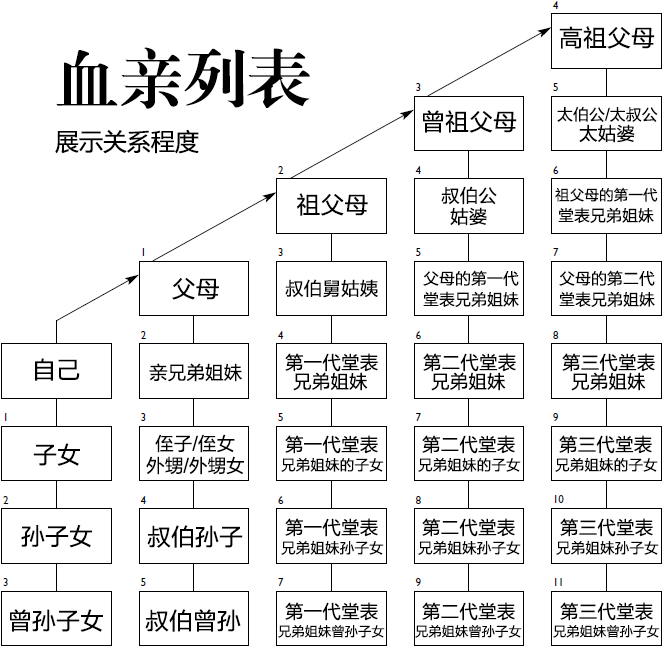
展示关系程度的血亲列表

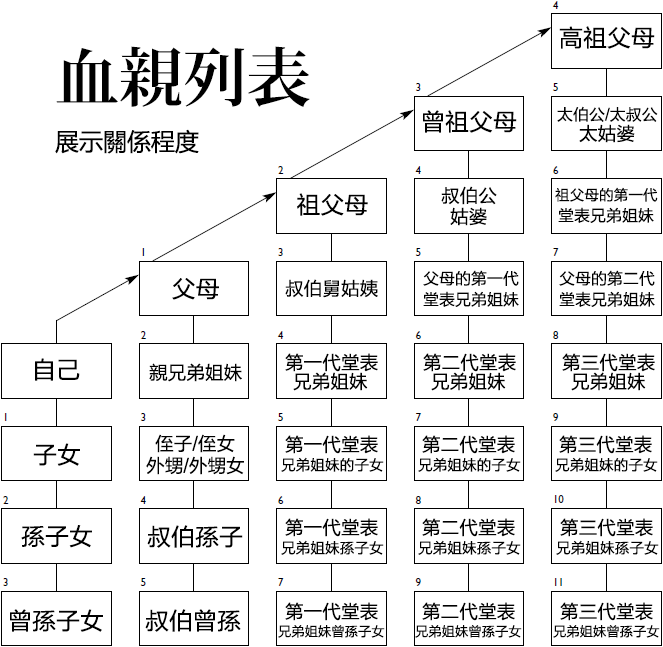
展示關係程度的血親列表

家庭对于成员的多种有价值的功能，其中最重要的是它为家庭成员提供着情感与心理方面的安全感，尤其是因为在一起居住而产生的伴侶间的及他们与孩子间的亲情关系带来的安全感。此外家庭还为其成员提供了经济方面的功能，以及家庭还加强了社会的秩序性和稳定性，無論家庭成員之種族、性別、宗教信仰為何。
历史上，在大部分的文化中，家庭就是家长制或者是由男性统治的，这个时期家庭一般都是大家庭。工业革命以及伴随来的城市兴起，使得家庭的组成发生着许多的改变。这一过程导致大家庭制度的轉化。
而工业革命之后产生了新的家庭，现代化家庭同过往的家庭都不相同。现在的家庭更像是个消费单位而非生产者，家庭成员一般都在外工作而非在家工作。包括政府当局在内的公共当局代替大部分原先属于家庭的功能，如照料老人、病患，教育青少年，娱乐消遣等。技术的发展更使得配偶雙方有决定何时生育子女及生育几胎的权力。

## 法律及观念
不同文化中的家庭法都不相同，但是其最基本的功效就是定义家庭成员间的法律以及家庭和社会间的各种关系。家庭法的重要性包含定义婚姻和变更的条件、后代的地位、子女对财产的继承权等。家庭法的多个方面在于社会权益和保护个人利益间都产生了奇妙的平衡功能。
到现代之前的社会，婚姻的重要规则就是让新娘对父亲的依靠合法地转移为对新郎的依靠。丈夫除了有妻子的监护权，还拥有了控制妻子的几乎所有事物。如英国的法律那样，女人婚后会失去所有的法律地位。而例外的情况是穆斯林女性却对自己私人财产权有着很大控制能力。

### 其他国家
许多国家的家庭制度中，其成员仅有两代，即为父母与其未成年子女。在日本，依据1947年的《日本民法典》，但凡隶属于同一户籍的亲戚团体，则称为家庭。家庭同户籍完全一致，成员也可不是同住一起的人，但依旧是家庭成员。而瑞士，在《瑞士民法典》中，家庭必为共同生活的亲戚团体，共同经营的家庭生活中的每个人，一起组成的家庭。家长有制定家规和执行权，并有保护家庭财产的义务，也实行家庭财产共同所有制。

### 中国
儒家文化对中国传统社会有深远影响，法律所称“亲亲”、“尊尊”，亦或谓三纲五常。家庭成员以尊卑区分，法律上长辈、丈夫为尊，晚辈、妻子为卑，同一行为，尊卑有别。社会生活中，前者对后者有压倒性的威权，即俗语所称的“父要子亡，子不得不亡”，是为封建家长制。婚姻奉行一夫一妻多妾制，且多代同堂，更聚族而居，形成宗族。這樣的一個家庭稱為擴大式家庭。
受到儒家文化尤其是三纲五常的影響的傳統家庭有以下觀念：
- 父子關係是家庭中最重要的關係。世係的家庭錄由父到子，由一代到另一代。儿子亦從父中繼承財產和地位。生养儿子，是人生中极为重要的事项，传统婚姻亦服务于此。婚姻期间，妻子必须为丈夫生育儿子，无子则是丈夫休妻的理由。男子如无子而逝，需过继嗣子，在明清时更成为一项法律责任。傳統中，女性結婚便离开自己的原生家庭，成為丈夫家庭的成員[11]。中国历代法律和习俗中，无论父家、夫家，女性的继承权处于被排斥的状态。女性仅有以嫁妆为名有限的财产继承权，无法继承爵位、世袭官职等。
- 夫權家庭，父親是傳統家庭最有勢力的人。年老的男性成員有權力去決定重要家庭事務。其他成員必須服從他們[11]。
- 多代同堂，理想的家庭，後代和先辈會和樂地居住在一起。[11]
- 祖先崇拜，家庭重視敬仰祖先。家庭成員有固定的儀式敬仰祖先，以表示對祖先的敬意。[11]
- 家庭傳統思想和聲譽的重要，重視道德教育，因為不守道德規矩會損害家庭的聲譽。[11]
- 孝道和長輩的重要，家庭為了加強父親，兒子和兄弟的角色，對孝道十分重視。俗語有云：「父慈子孝，兄友弟恭」和「百行以孝為先」。此外，亦重視年幼服從，尊重年長的宗旨。[11]
- 男女分工，男性擔任領導的角色，而女性擔任從屬的角色，他們有不同的責任；女性集中從事家庭事務，例如家务、照顧年老和年少的家庭成员以及家庭手工业等。男性在家庭外工作，賺錢養家。俗話多說男主外女主內。[11]

清末民初，社会的政治、经济格局巨变，人人平等的新思想进入中国。封建家长制成为被批判的对象，法律关系亦有所改变。中华人民共和国建立后，《婚姻法》规定的家庭关系，如下。
1. 夫妻关系：夫妻地位、权利和义务皆平等，夫妻人身关系，双方都有使用姓名权，都有参与各种社会活动权，对于共同财产有平等处置权。
2. 父母子女的关系。基于法律行为的收养在法律上视作父母子女的关系，非婚生子女和抚养关系的继子女与婚生子女拥有同等的法律地位。
3. 其他家庭成员关系。除了父母子女外，还有抚养关系的祖辈和孙辈以及兄弟姐妹。在家庭财产方面，有的家庭只有夫妻共同财产及未成年子女的，有的除了上述还有其他家庭成员的财产，甚至还包括全家共有财产等。[C 3][12]

2015年2月18日，《人民日報》刊出習近平《在二〇一五年春節團拜會上的講話（2015年2月17日）》：「家庭是社會的基本細胞，是人生的第一所學校。不論時代發生多大變化，不論生活格局發生多大變化，我們都要重視家庭建設，注重家庭、注重家教、注重家風」:3。

## 家庭史的研究

### 家庭功能

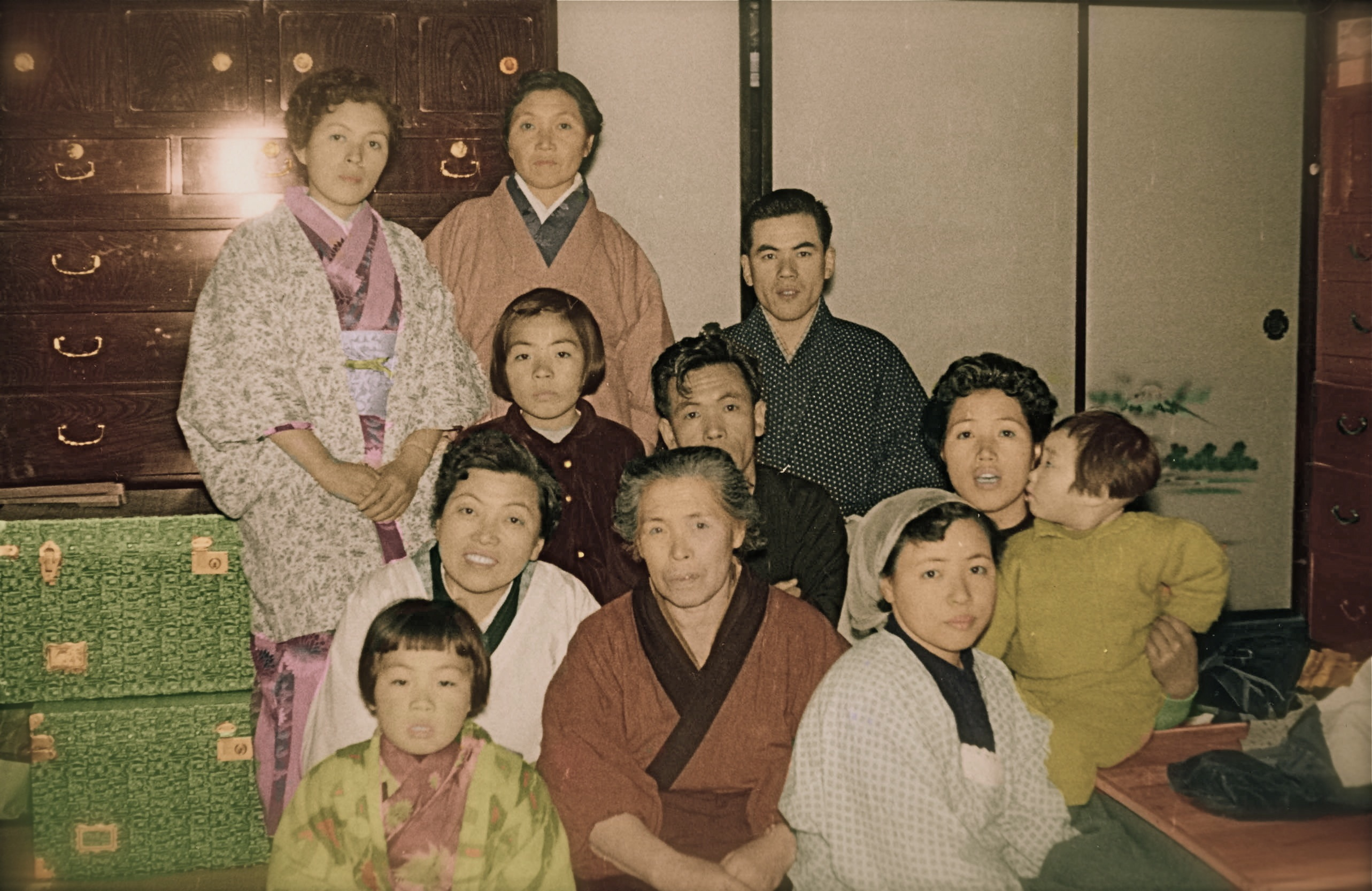
1957年日本某家庭

大量人类学者和社会学者在研究“家庭”时，多数所指明的是因婚姻关系在一起的父母和其子女。上述学者们多数认为在所有的社会当中，家庭的组织都有着类似的固定功能的。要维系社会的存在是任何活动的主要作用。个体的各类活动在一个组织中才形成各种角色，其时常围绕一个特别的功能而被概念化，例如养育小孩。甚至是每一角色都暗示了利益相关的另一角色，如在婚姻当中，性别不同的两种角色就包括丈夫和妻子这两种利益相关者。
为了区别每一角色的功能，就应该先知晓其基础的作用和角色的分类。比如，每个社会中，丈夫与妻子都有不相同的权利和义务，但也有相同的一组功能，就是相互满足对方在性方面的要求。
通常来说，家庭都有着4项基本作用：性爱、生育孩子、经济以及教育晚辈等。假如没有性爱和生育，社会必将绝迹；如家人之间经济互相遏制，生活难以为继；或没有教育后辈，文化风俗则会断代。另外还有第五项作用，也是具备普及性的，既是社会的地位。这项作用的实际功能就是，在社会当中，每一个合法的子女都拥有他所属家庭在社会结构当中的所有权利和成功的几率，也承担着相当的义务。人们认为只有家庭才能使个人在所有的社会交往中最容易达到这个作用。
正如人们能够知晓的，在一些社会中，家庭无法满足上列所有的作用。如，墨西哥的纳亚尔（El Nayar），当男方与女方一同参与为确保妇女未来所生育子女合法性的仪式之后，就可以分居。之后，女性还可与恰当的社会地位的男性保持性关系，而其丈夫也没有经济上的责任，也无法拥有特殊的性爱权利，更无法对子女有任何需求。因此在纳亚尔的家庭关系中，性爱、生育子女与夫妻双方的经济往来是分割的。
除了这个地方外，一般地，丈夫与妻子都有着不同的角色属性，以使得家庭产生其全部作用。从历史检验来看，分析大量的社会组织样本后，对他们角色的研究结果基本是，丈夫的角色就是代表着家庭，他与性无关的其他角色同属于经济和社会地位的供给方。由于丈夫是家庭与社会之间的桥梁，所以妻子常常需要承担丈夫与子女之间的纽带。夫妻之间的关系并不是单纯的经济合作，还有性方面的需求。妻子的角色通常就是在家庭中从事生养以及教育后代，相比于丈夫之角色，她则有着更广泛的情绪性和感情性的依靠，这种双方角色的普及化，在大量社会中都是存在的。
此外，家庭的存在對兒童發展可能是必要的。雖然因為分開養大的同卵雙胞胎的人格特質，常常遠比隨機選定的兩個陌生人還來得更相似，而多數對領養兄弟姊妹的研究都顯示領養兄弟姊妹在人格特質方面的相似度不超過隨機選擇定的陌生人之故，使得茱蒂·哈里斯等部分研究者認為，在缺少严重的虐童或忽视儿童情况下，研究表明所有不同种类的教养方式对孩子的发展都没有深远影响。但目前學界的共識認為，先天與後天的因素，都對心理發展有影響，且在後天因素中，父母教養的影響是不容否認的，而部分人士主張的教養無影響的講法是種誇大的看法。
此外有研究指出，不論是親生父母或領養父母，其教養都可對子女造成影響，像例如在收養研究中，養父母對養子女的教養，一樣會對養子女的將來和福祉造成影響，雖然不同狀況的養子女，會因其先天因素之故，而出現不同的侵略性和心理健康狀況，但養父母對養子女展現愛與關懷，會減少養子女的未來和福祉出現負面結果的可能。；也有研究顯示，養子女的身心狀況會受收養前的因素影響，但養父母對養子女展現特別多的愛與溫暖，對養子女的心理健康發展有正面幫助。另外也有研究顯示，養母的教育水平對養子女的教育水平有些微的影響；另外，羅馬尼亞共產黨時代，因為770法令之故，使得出生率上升，但這也導致大量嬰兒被棄養至孤兒院。而對羅馬尼亞孤兒院兒童的研究顯示，這些兒童的大腦白質與灰質都小於一般兒童。這些兒童也有許多諸如抽動、暴怒、偷竊和自我懲罰等異常行為，其智能與學業成就也較低；而被從孤兒院送交領養的兒童在語言、智商與社會情緒方面都出現改進，他們能出現安全依附，且情緒表達能力也有所進步；但相對於未曾被送進孤兒院的兒童，這些兒童各方面的發展依舊較慢。

### 家庭形式
正当人们着重于不同类型社会中家庭的多元性时，部分社会学者开始尝试寻觅家庭普及性的功能。就如性爱、繁衍、经济协作和子女的社会化等一般的功能，都是由全体人类上的相似中归纳而得出的结论一样，多元性的家庭组织亦是由社会结构对家庭生活的影响而衍生来的。因为家庭的产生使得社会能够延续继承，而家庭的形态也是与科技、人口和地区的不同和特性，以及政治、经济和宗教等因素而不一样的。

#### 乱伦禁忌

家庭樹顯示橙色那個人與其他人的關係。堂(或表)兄弟姊妹是綠色。親屬關係的百份比在紅色盒內顯示。

当家庭形态繁衍到一定程度时，就应该依据社会习俗来管控婚姻形式了。今天的世人都明白社会上是严禁近亲结婚的，这条禁令常常随着乱伦禁忌而来的，其阻止这些人之间的性爱的。乱伦禁忌一般指的是父女、母子以及兄妹，姊弟之间的异常性关系，但还是需依据从家族中延续而来的特殊法规判定，有些禁忌甚至要扩展到旁系亲属。但对于乱伦不设禁忌的还是有的，是在部分的统治阶级中。如，古代的埃及以及秘鲁的印加文化中，他们为了维护家族的财产和統治權，从而鼓励兄弟姐妹间通婚。
如失去乱伦的禁忌，一位家庭成员将会延续着本身的单一血统，以继承财产的、权力地位、经济权利以及祭祀典礼之参与等等权利和义务，因此配偶也必须受限于家庭成员内。而近亲通婚的禁忌会使得前述家庭的传统和价值地位，与因为另一个家庭所持有的相异的价值观和标准的引进从而使得其发生变化甚至毁灭。
配偶选择上的限制可以防止家庭隔代之间的价值观的变化。当家庭许可其子女们与来自于价值观类似的其他家庭子女结婚时，其家庭的价值观的继承性就愈多。家庭和亲戚体系的重要任务之一就是限制个人婚姻的自由，但是某些社会中，家族中的个人婚姻并不会出现前面所谈及的情形发生。
不同社会间，对于配偶的选择和追求的方法会有很多相异的限制。这些限制一面应该与财产及社会地位相关，另一面也与社会变革以及社会经济发展程度相关。其父母对于追求方式应有不同程度的制约，如以下六种：1.童婚，其伴侣的选择全都是由父母来决定的；2.与父母认定适合的对象结婚；3.让年轻人隔离在父母所设立的选择标准不一致的可能对象以外；4.在结婚以前，须经由父母严密监视，如西班牙的少女需要由保姆监护；5.来自于亲属、父母或者朋友的非强制性制约；5.遵从个人的自由选择。

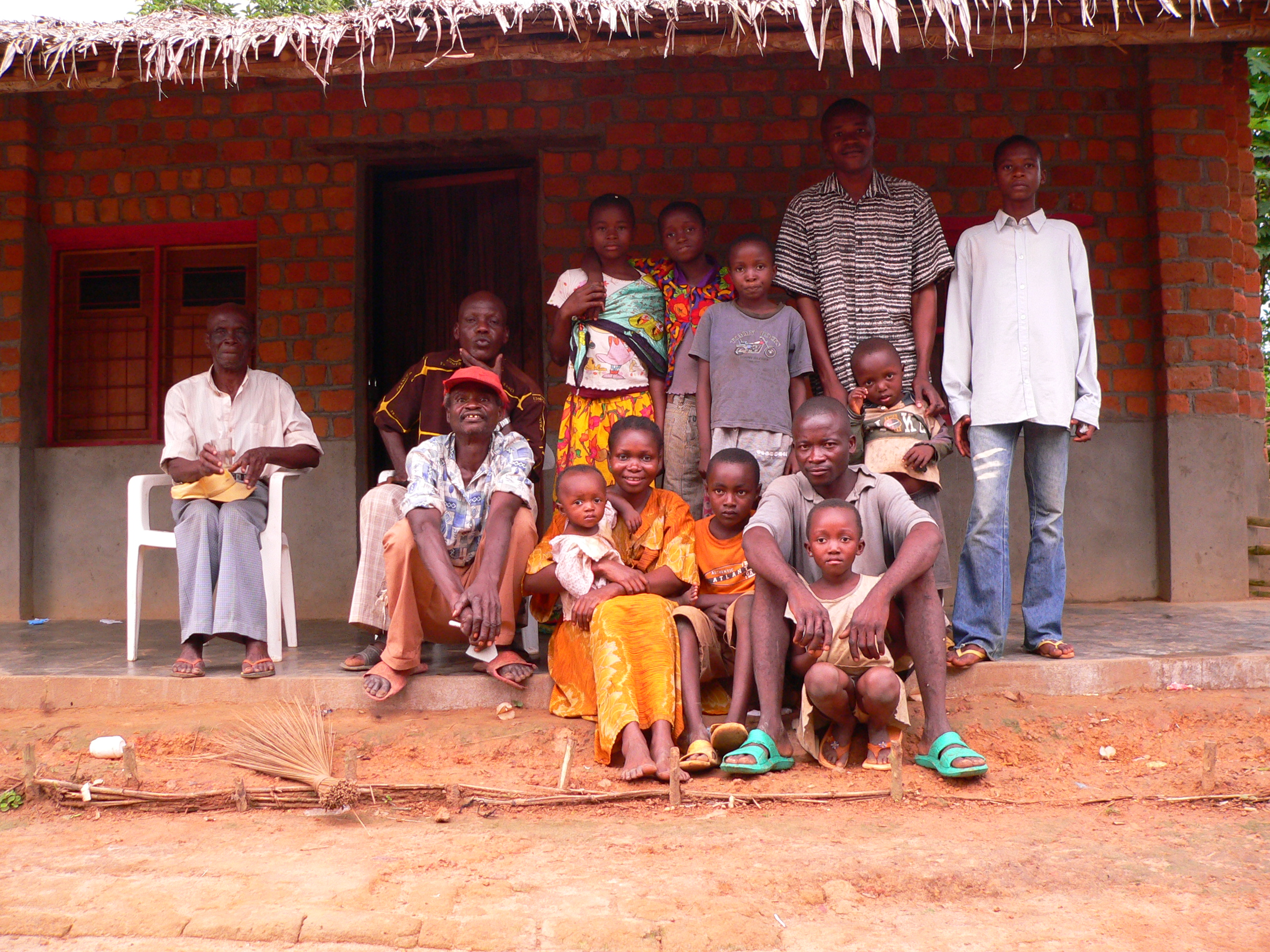
刚果民主共和国的大家庭

#### 婚姻形式
婚姻的形式也有很多种。单配偶或者一夫一妻制，制约一个人同时能够合法拥有的且被承认的配偶。多偶制，有两种形式：1.一夫多妻制，允许一名男子同时拥有一名及以上的妻子；2.一妻多夫制，许可一位女性同时拥有一个以上的丈夫。按照历史的记录，群婚现象很少能够在社会中发现，反而是在柏拉图等部分哲学家的理想化地区即乌托邦式的社会中非常流行。
在原始的农业社会中，婚姻形式常常同女性的经济角色联系在一起的。一夫一妻制比较容易发生在女人生产能力相对较低的社会当中，而在女人的生产能力更多的社会中则会产生一夫多妻制或一夫一妻多妾制。在女性农业劳动率更低的社会中，对于女性仅有很小的需求，这些风俗主要就是嫁妆，或者新郎与新娘双方家庭之间互相交换礼物等等。
而另一种情况则不同，在妇女工作能力更强的地区，新郎则会被要求提供服务，用以补偿女性家人为其付出的一切，或者男方的家人需要支付好些价值去换取新娘子。同其他婚姻方式相比，一妻多夫制倒是鲜见。这种情况更会发生于经济状况很差，而女子对于经济的贡献不算多的地区。这些地方的群体，其兄弟、父亲或者儿子等，较易出现与一个女子结婚的情况。

#### 相关术语
查阅社会学的文献，其中对不同的婚姻形式与家庭组织的名称却有很多不同的言论。这些不同言论都来自于多方面的原因。比如，在人类学的研究进步以后，自然会引入更加精确的分类。举例：曾经的母系社会和父系社会中，是依据孩子附于母亲还是父亲的家族来区分家庭的组织。通常认定在母系社会中不只是传宗接代，应包含婚姻之中夫妻的权利、财富等的继承和统治家庭的权力等，都是属于母系的家族。
而以后的研究表明，这一分类并非正确，实际上，这样的特点常常会彼此独立。同时，家庭内的关系异常复杂，而家庭与家族关系的组成也更为混淆不明。如，在一些社会中，一位男士虽然附属于父亲的家族体系，但是母亲的族群中，亦有一些参加仪式的权利与义务。
另外的难点就是，不一样的术语是会被运用在同一种事物上的。这类术语是表现在家庭或家族的不同概念中的。经常被认为是核心家庭的最基础形式是，包括父亲、母亲与孩子。然而，其他的词汇也是可以被用来描述这一类型的家庭。如：姻亲家庭、简单家庭或基础家庭。
核心家庭这词汇的意义是把家庭比拟为原子核，亲戚们围绕在这个原子核的周围，而外围的亲属距离就愈发遥远。有时候家庭因为同属于两个家庭的个人关系而扩充，但在自己的家庭中，他的地位是子女，但这位子女再次生育孩子以后，在其家中他就成为父母了。因而，单一的核心家庭就会与其他拥有相类似成员的家庭产生直接的关系，且其中间接关系的亲属也就增加了。
姻亲家庭是指因父母婚姻而结合存在的亲子组合。它与按照血缘关系而组合的血亲家庭不一样。血亲家庭的关系会有两条脉络，它可据直系血亲的族谱，由某位祖先往下繁衍到某一位后代，或依据同一个祖先来计算其后裔之间的亲疏等。因为家庭之中的许多角色可有姻亲或血亲家庭同等效用的来履行，为了避免冲突，就应指定其中一位来扮演这类角色。于是，被指定的这一方就成为在社会中有优势的家庭形式。
不存在一个全部是姻亲家庭或血亲家庭的社会，只是在家庭生活的组织上对夫妻和亲子关系之作用有着不一样的强调而已。在某些社会，血亲家庭会是高度的组织性和功能性，成员之间也是有清晰的界限区分。但其他的社会，如美国，这种血亲家庭缺乏类似组织，只有少许的功能，成员间的界限更是模糊不明。
因一夫一妻制和他们子女的伴侣以及子女由于结婚而生的孩子所构成的混合家庭却与简单家庭不一样。混合家庭的组织常因为多夫多妻制的重婚制度、离婚以及独居而构成。社会也只要有前述任何一种情况就通常会组成混合家庭。
基础家庭是用来区别父母子女为单位的家庭，与经过个别家庭所结合而成的庞大亲属族群之间的不同（即宗族）。有时基础家庭也可能因为血缘关系而共同与住在一处的亲属结合在一起（如联合家庭）。或在父母、舅叔以及其他血缘亲属的统治之下，更多的基础家庭会相互连接起来（如扩大家庭）。
基础家庭可能因为血亲家族中的长者、主事者、领导者和士兵等所整合。这些单位是称作世袭制度的他们所经常占据的许多社会重要位置。他们制订地位、居住方式和成员们的政治、经济等义务。

#### 血统追溯

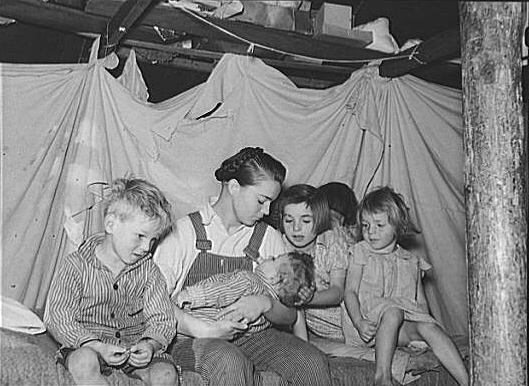
一个家庭的兄弟姐妹

决定血统的方式有着以下几种：1.由家族的男性成员（父系家庭）；2.由家族中的女性成员（母系家庭）；3.由男性和女性双方成员（双系家庭）；4.由男性或者女性成员中一方（单系家庭）。
因世袭体系所构成的统治团体有着不同的限制。在完全单一系统中的父系或母系家庭在对母亲或者父亲的亲戚有了更多的个人义务。某人对于父系家族团队的活动可以很正式的参加，而对母亲的亲戚也可非常热情的招待，反之亦然。较为极端的是父母的亲戚有着完全的统治权，无论如何，大部分的社会学者仅建议适当的区分父母亲和亲戚之间的互相影响。
每个社会中家族亲戚的组织皆不同。在社会的基本单位中，政治与经济生活重要的继承团体，也就是家族中的一个香火群，常常是由兄弟和各自的子嗣构成。几代以后，该家族组织就会扩展，于是家族分崩离析，全新的香火群就形成。在某种社会中，香火群或许是基础家庭受到宗族或更大家族体系的显著性影响。
大家族以及宗族所实施的让家族整合成为一个更大的组织，是经常依附在统治的首领以及政治上的。通常所组成的群体多数都会比原来家族的有着更多的领土以及更广泛的势力。家族也会经常限制婚姻对象的选择。如，基奥瓦阿帕切人（kiowa apache）家族体系的特点便是单系血统，喜爱家族内通婚。排除同族的喜爱，也是团体的婚姻，即很少限制在伴侣上的选择。而夏延人（cheyenne）除了父母两系家族以外，完全限制其他的婚姻状况，其更加严厉的控制家族或者分支的统治权力，以便于维护原有的社会价值和标准。

## 研究的学派

### 演化论者
从19世纪中期开始，学者就把家庭视作社会制度而开始研究，当时正处于生物以及社会的起源和演变所引发的研究潮流。达尔文于1859年出版《物种起源》，1861年英国的梅因（Henry Maine）出版了《古代的法律》（ancient law）。虽然他不同意“无论如何，人类社会皆经由相同的连续演变而来”的论调，但其把地位及婚姻的演变看作现代社会危机中的基础关系。
早期的研究家庭当中，社會進化論学者将家庭视作一个从原始社会到封建社会再到工业社会的单一连续体来讨论。他们的假设是所有的家庭形式都是一个相同的演化进程。德国的社会主义理论家恩格斯由马克思的观点来解析家庭形式的演变，其对1861年由巴霍芬（J.J.Bachofen）出版的《母权》（Das Mutte rrecht），从这里就开始将家庭看作是社会制度一部分来研究了。圣经中的故事以及古希腊罗马家庭事情的记载就成为了解西方社会对家庭历史的基础。巴霍芬尝试将性爱的出轨作为起点，再到现代家庭列出一条进化的路径。他推测是最初性爱的出轨是伴随女性的背叛而来的。在坚持自己的观点后，女人继续着平静的生活，从此便逐渐失去了家庭生活中的掌控和政治权力。丢失权力的后果便是男权代替了女权变为家庭中的根基。研究者开始把母系继承（即为跟踪女性来探知家庭脉络）当作是家庭演变的线索，而并非仅仅只对非洲的特殊部落的兴趣而已。

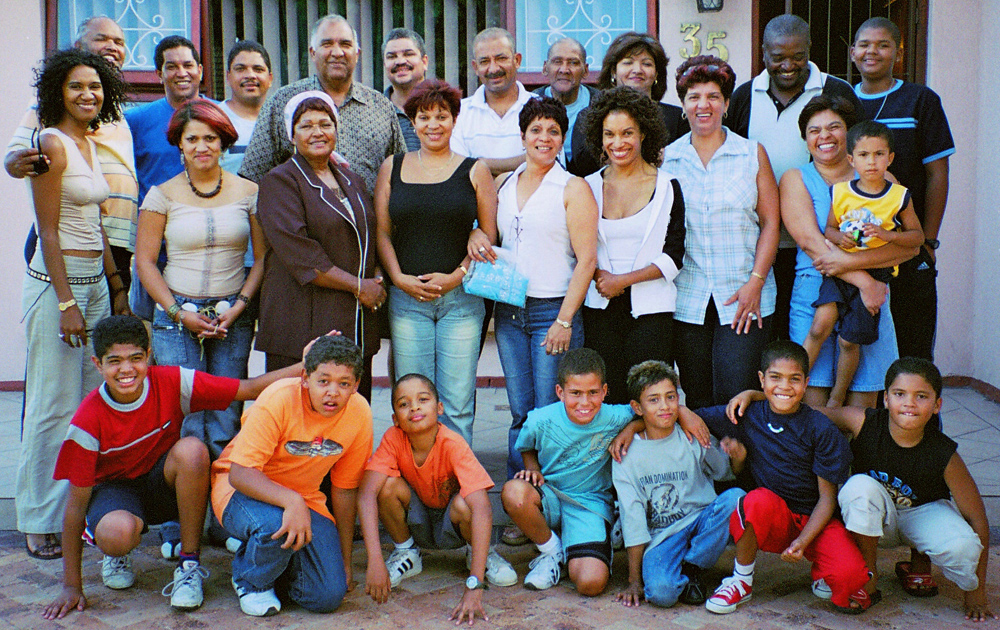
南非的大家族

除了巴霍芬以外，苏格兰的法律家麦克伦南（John Ferguson McLennan）对母系继承在家庭演变进程中的基本特性也持有类似的理论。其在1865年的《原始婚姻》书中描述了，
|  | 广泛言之，所有种族的人全是由野蛮和相同的一般特点中发展来的。 |

在麦克伦南的模型中，不断地有原始杂交的游牧民族同其他民族交战。当敌人包围他们时，他们察觉女子太弱小，因而实行了屠杀女婴的策略。由此女性就大幅减少，就导致其中的男人纷纷去争夺一些很特殊的女子而展开的厮杀。此后，女性由其所在家族转入了男性的家族中，且她生育的子女也属于男性的家族体系。因为自身部落缺少了女性，所以就要到别的部落中娶回女性，最开始全都是经过掳走女性的方法，随后才会开始从交换而获得女子。在麦克伦南的结构中，本族婚姻与外族婚姻就是最基本的概念，这种分析方法依旧流行于人类学以及社会学中。麦克伦南将与外族通婚定义成在本族内严禁成婚。其学说为，家庭生活是从与外族通婚而开始发展的。
即便是19世纪，学者们对于家庭的演变进程依旧是众说纷纭。美国的人类学家路易斯·亨利·摩尔根认为与外族通婚为自然选择的成果。其认为与外族通婚可以促进这个部落在他们的地区从繁衍生息的子女中，出现更好的，血统改良过的人，使得部落面积不断扩张。摩尔根依据家族成员中的名字分类作为分析的基础，如称父亲所有的兄弟都用“父亲（father）”这个词汇。他认为现今人们所使用的“父母亲”，其本质就是一种从过去的情况中遗传下来的用法而已，从前所谓的“父母亲”其实质是认为包含了所有可能的人。根据摩尔根的理论，对“父母亲”的使用日益严格，其中所代表的是一种某人由某人继承下来的意图。
恩格斯所著的《家庭、私有制和国家的起源》中非常依靠摩尔根的演化理论。然而，恩格斯却把家庭的演变原理总结为控制生产方式的改变，而并非是由继承问题所决定。在他所推论的演化进程中，家庭是必须适应于社会分工的改变，成为经济和财富控制的推进组织。恩格斯认为在演化中分工的后续阶段便是社会主义社会的产生。家庭的特点将会是财产权之独立和女性之平等，但这需要夫妻相互承诺才会持续下来。其认为这就是无产阶级制度中基本的家庭形式。

### 功能论者
与演化论者持有相异观点的是芬兰社会学家爱德华·韦斯特马克却认为家庭是按照很多不同的路径发展而来的。在1891年的《人类婚姻史》这部著作中，他的观点是：
|  | 在人类社会的历史长河中，找不到没有婚姻的阶段，人类的婚姻制度明显来自于人类的祖宗猿人，并由其传承而来。 |

如同赞成他的功能论者一样，韦斯特马克假定了乱伦是所有家庭中的共同特点。其认为核心家庭属于最基本的家庭模式，同时认可家庭香火延续的族谱和与外族通婚的方法，都是从乱伦禁忌中发展的。
波兰裔的人类学家布罗尼斯拉夫·马林诺夫斯基就是韦斯特马克的追随者，他详细研究过家庭功能分析的方法，并提出在亲戚关系中关于父亲的角色问题。其观点是，虽然父权是不确定性的，但在所有的社会中必然存在一个社会性的父亲为其孩子在社会上提供合法地位，父亲是家庭合法性的保障，以至于在母权社会亦是如此。
马林诺夫斯基假定为，乱伦禁忌和核心家庭属于普遍被现代社会研究者所广泛接受的。基于心理分析论的根基，功能学家认识到乱伦禁忌是个人对性冲动需求的压制和升华的，这样的行为让男人实现并达成所需要的社会地位。
根据这种观点，文明产生和持续的根本缘由是乱伦禁忌。它的普及性与核心家庭模式的概念，影响着美国人类学家默多克（George P. Murdock）关于家庭功能模型的文章，以及美国社会学家塔尔科特·帕森斯探讨家庭与一般社会体系之间的关联的论著。

### 现实主义者

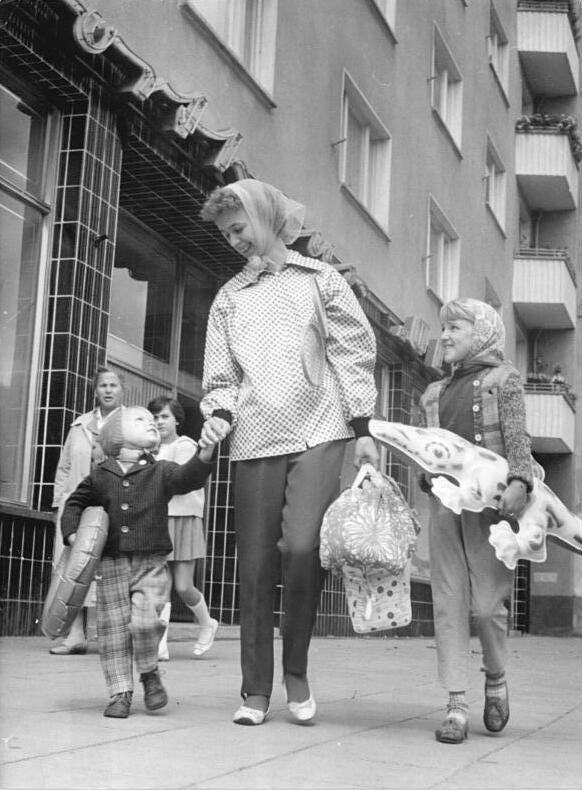
母亲与两个孩子

都市化与工业化社会的发展，带来了贫穷、贫民区、犯罪和个人疏离等问题，这使得19世纪中期开始的另外的学术传统，这个学派是对社会进行现实主义批判的社会学者组成。
德国的社会学家里尔依据观察和询问所得到的经验，提出“家庭”处于危机和解体状态，主导保守改革，以稳定家长制度。1855年法国社会学家勒普累（Frédéric Le Play）对矿工和其他工人进行调查，出版了《欧洲工人》和《家庭的组成》等两本著作，认为家庭组织需要按照社会以及物理的情况，特别是与贫穷有关的情形而定，研究了家长制血亲家庭。继奥古斯特·孔德之后，勒普累把家庭视作保守的，连续性的基本社会单位。其认为人们生活地区的一般特性会决定人们的工作情况，接着就影响家庭的模式。而后，家庭又会影响社会的其他方面。勒普累对之后的关于贫穷、家庭经济和家庭延续的研究有着深刻的影响。
很多家庭问题探究的根源是将家庭看作“人格互动的整体”的概念，这一概念是从美国社会学家伯吉斯（Ernest W Burgess）提出的，其引起了对干扰家庭团结与激起互动问题之因素的研究。如，研究中发现了，婚前的理念和行为方式会持续出现在婚姻生活中且延续至下一代。
在发展健康人格态度上，家庭所处的角色是至关重要的。对收养机构中儿童的研究表明，幼小的孩子更需要母亲似的照料，以避免导致情绪和智能方面的障碍。缺乏父爱同样阻碍孩子发展合适的行为方式。

#### 恋母情结
很多的社会学家对家庭在精神治疗方面是很有用的。马林诺夫斯基重要的作用之一就是在特羅布里恩群島之母系社会中，验证西格蒙德·弗洛伊德所提出的恋母情结的普遍现象的假设。如这个情结天生就存在，那么，特殊的家庭也无法影响其左右。马林诺夫斯基在研究母系社会中发现，父子间也存在亲密的关系，权力与控制权是归于母亲兄弟的。儿子并不讨厌父亲，但却对母亲有着嫉妒的情绪。马林诺夫斯基的资料很明显呈现了弗洛伊德所研究的心理病态现象，是源于家庭的。据研究成果，人们可以发现形成心理障碍的家庭形式。研究也表明产生于父母间的公开冲突和亲属间的干扰关系，常常也会影响家庭中儿童的心理。

## 现代的趋势

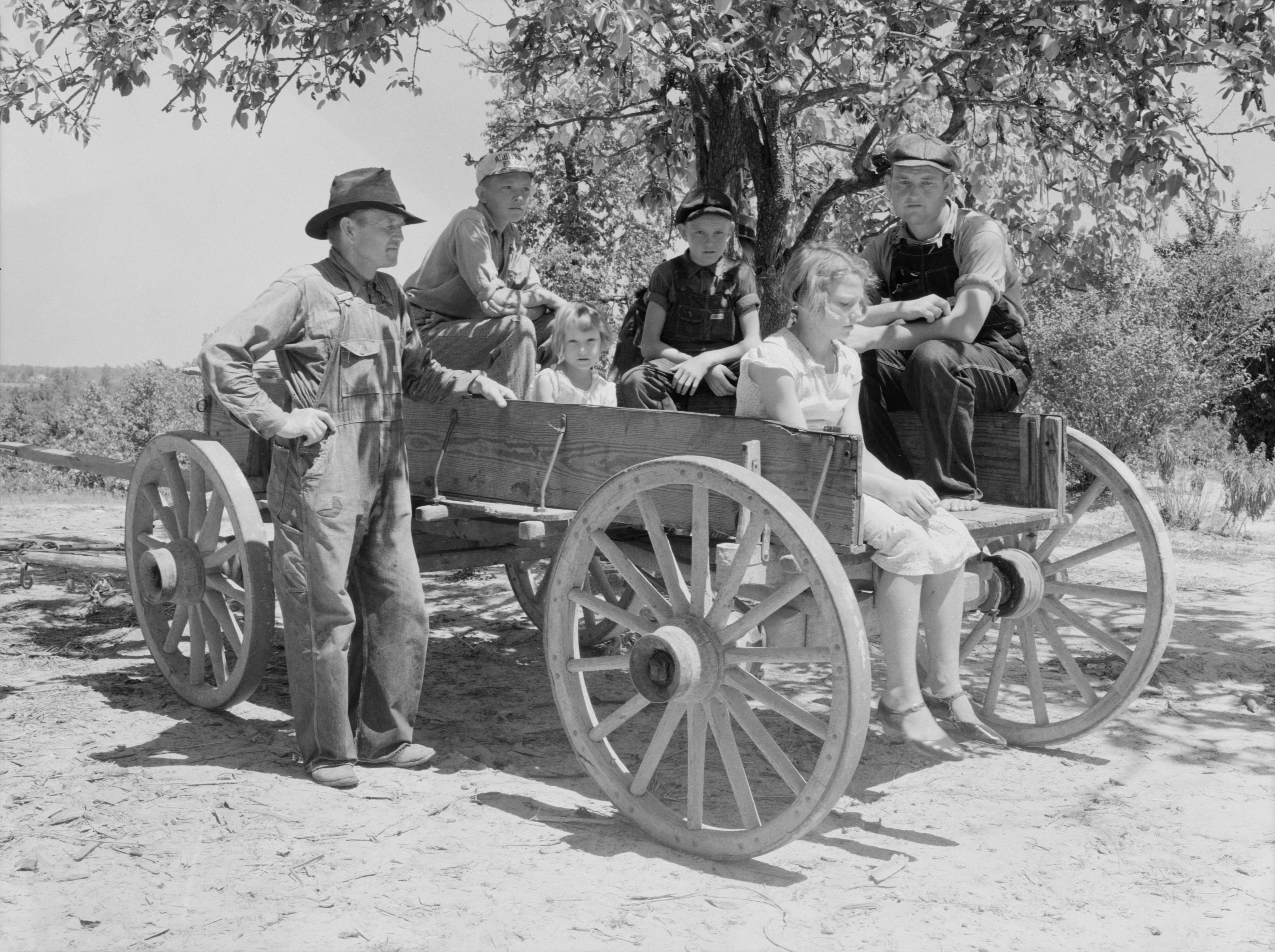
美国的家庭旅行

在20世纪早期，很多社会学家担忧着家庭会失去功能。1929年美国社会学家威廉·菲尔丁·奥格本研究了美国社会的趋势，发现经济、生育、保护、授予地位、教育和宗教等家庭基本功能已经有其他组织代替。而家庭所留存的最后的功能就是情感与生育。
另一位美国社会学家索罗金（Pitirim A. Sorokin）就预言了现代家庭的功能会减少至“夜晚为性关系的发生而停留的场所”。另外的社会学家，伯吉斯反而认为家庭功能转移至外部的代理者，这是符合现代都市社会的。
二战之后，把家庭视作社会制度的研究风潮流行起来。沃纳（William Lloyd Warner）指出家庭和血统如何将现代社会中和社会阶级体系密切地联系起来。其他社会学家则重点研究家庭生活以及亲属关系如何影响一个人的前途。父母对已婚子女的资助、亲戚之间的访问和亲戚间结成组织的成立，使得社会学家认为，现代化的都市社会中，家庭以及亲戚依旧维持应有的功能。

### 社会的影响
现代社会与家庭特质间还存在特别的关系。虽然一些特定趋势还可持续很长一段时间，但依旧摆脱不了时间这个因素。二战之后嬰兒潮所诞生的人们在成人之后，曾经也使得战后的20年间对家庭和亲戚关系的重要性消失了。取代的是二战之前就呈现或者萌发出的一些社会趋势对家庭的影响。
现在社会的主要趋势为迁移率上升、农村人口减少、工商企业并购、人口向城市和郊区流入、制造技术的大幅进步、商业和政府的层级制度、公众传播媒体和网络科技快速发展等影响以及对家庭最重要的是避孕技术的革新等。
这些普及性的趋势显著地降低了男女性在社会和经济、政治、法律等诸多的差异。女性的教育程度提升比男性更快。女性的就业率大幅提高，特别是专业方面和管理类的职业中。已婚女性想要长期地维护就业状态。与此相对，很多已婚者开始认为家庭责任和态度比不上个人满足的意义更大。
此外，世界人口过剩也是需要关注的问题。一方面畏惧社会无法应对下一代人口所需要的食物、废弃物、环境和社会安全因素等。而另一方面也担忧因生产和服务技术可以由少数劳动力完全掌控，于是会形成大批人口成为过剩资源，失业人数增多。
目前的社会和经济趋势，也促进人们，特别是年轻人，对于个人自由和个人主义的异常重视，并相应的注重从传统家庭生活的理念中解脱出来。充分重视公民自由的社会运动也支撑着这种观点，形成了更多在性爱、婚姻以及生产力上不同趋势的后果。
人们的结婚年龄大幅延迟且更晚生育孩子，常常接近30岁才有第一胎。已婚夫妻不要孩子的比例上升，离婚率以及再婚的更为普遍，甚至维持婚外性行为的惩罚也比老一辈的轻微许多。

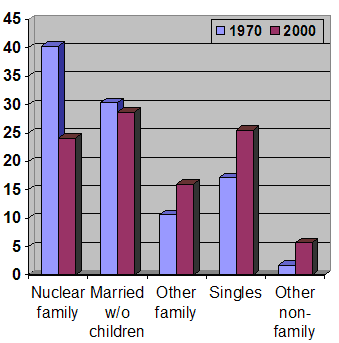
美國單身家庭逐年上升

按照20世纪90年代初，仅在美国结婚人口就有10%的离婚率，达到近一半的24岁以下已婚年龄女性都尚未结婚。家庭中存在生育孩子的比例降低了，从百分之五十降到百分之四十左右。这种趋势的持续性正进一步的明显，几乎可以认为这种情况发生逆转的可能性微乎其微。
婚姻观、性观念开放及出生率的改变也促进家居生活的多样化，包括始终单身、未结婚而同居、离婚后同居、同性同居和政府及社区安排一些人同居的情况等。这些家庭中较难测量出正确的未婚人数。仅在美国人口调查数据就指出，20世纪90年代，大约近八成的人口在20岁时都与其父母、配偶住在一起，5%的三十岁以下女性与未婚男性同居，较少人与同性住在一起。独居拥有完全的自由，近些年来吸引着许多男女青年，但约有九成的成年人已婚过且有小孩。美国女性生育第一胎的平均年龄从1970年开始到2012年已经大幅推迟了，其中高龄产妇也更多。

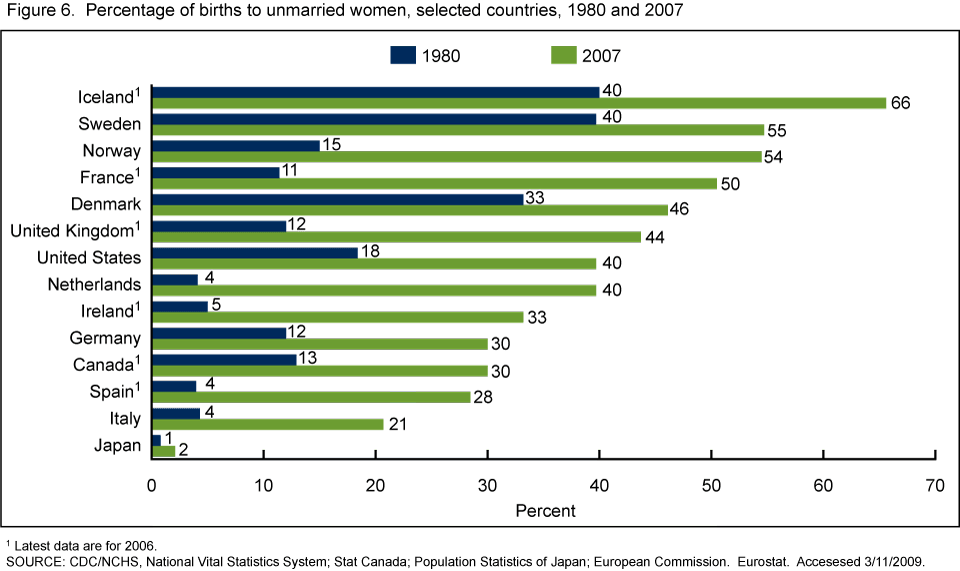
未婚母親的比率，于1980年和2007年

因为家庭生活状态的剧烈变化，社会有急剧的改变，但这些变动也无法让家庭处于“死亡”，而仅是一种变革而已，包含从远古的原始社会到今天的现代社会，很多社会都有类似的特点。一些观察家保持着悲观论调是因为他们发现了某些规定和实际作用的式微，而这部分规定和作用在他们眼中就是维持家庭制度的重要保障。

### 世界的趋势
对相应社会进行研究之后，例如中国、苏联（俄罗斯）、希腊、印度以及北非阿拉伯世界和中东等，人们都发现这些社会的家族体系大致与美国社会的类似。一部分先进的社会早已制定关于家庭的政策以增加社会福利。亦有不少欧洲国家立法提供家庭津贴，给予产生困难的家庭合法的经济援助，实施家庭医药计划，及其他关于维护家庭稳定性的指导办法。另外的地方，如台湾、印度和日本等政府也实行过或正在实行家庭计划法案，用来限制家庭大小。
在中国，在一定意义来讲，家庭完全反映着其悠远的历史文化积淀，构建了非常独特的民族特色家庭形式，汉族更多的是几代同堂。然而跟随经济与科技的发展，这种传统的大家庭模式越发受到不小的冲击。特别是在城市中，仅有两代人甚至一代人所组成的小家庭愈来愈多，一个家庭常常只有三个或者四个人。婚姻自由，一夫一妻，男女平等，尊老爱幼早已成为普遍的观念。法国的制度是当其他子女结婚且离家分居以后，仍然有个儿子必须在结婚后依旧与父母同住。这种计划的实施显然是对家庭稳定性非常重要，亦不论政治和经济采取任何一种方式都一样。

## 相關条目
- 家庭代工
- 家庭教育
- 家政
- 家政学
- 幸福
- 原生家庭
- 婚姻
- 家族
- 孩子
- 社会学
- 人类学